# Мадона ди Пјетраволта (Модена)
Мадона ди Пјетраволта је насеље у Италији у округу Модена, региону Емилија-Ромања.
Према процени из 2011. у насељу је живело 36 становника. Насеље се налази на надморској висини од 1143 м.